# 丸の内で就職したら、幽霊物件担当でした。
『丸の内で就職したら、幽霊物件担当でした。』（まるのうちでしゅうしょくしたら、ゆうれいぶっけんたんとうでした。）は、竹村優希による小説、またはそのシリーズ、それを原作とする漫画。2017年より角川文庫にて刊行されている。
メディアミックスとして、コミカライズが2020年12月11日から2022年4月29日にかけて、「ヤングエースUP」（同社）にて連載。漫画は佐茂すけが担当。小説を原作とした内容となっている。

## あらすじ
東京・丸の内の不動産会社「吉原不動産」に就職すべく、上京してきた大学生・新垣 澪。吉原不動産の最終面接で、長崎 次郎に「面接官は何人いるか?」という質問を投げられ、澪は「4人」と答える。だが実際は3人だった。霊である4人目が視えたということから、次郎にその体質を買われ、訳アリ物件を生き返らせる部署「第六物件管理部」に配属されることとなる。

## 登場人物
新垣澪(しんがき　みお)
幽霊が視え、引き寄せやすい体質。鈍感力が高く、根性もある。
長崎次郎(ながさき　じろう)
澪の上司で、吉原グループの御曹司。頭脳明晰で辛辣だが、優しいところも。
高木正文(たかぎ　まさふみ)
第一物件管理部主任。次郎の幼なじみ。容姿端麗、紳士的なエリートで霊感が強いが、幽霊は苦手。
溝口晃(みぞぐち　こう)
超優秀なSEで若手のエース社員。霊感ゼロの心霊マニア。
伊原充(いはら　みつる)
第六リサーチに案件を持ち込んでくる軽いノリの謎多きエージェント。(6巻以降)
リアム・ウェズリー
英国の世界的ホテルチェーンの御曹司。完璧な美貌のスーパーセレブだが少々変わり者。第六リサーチにときどき出入りしている。(7巻以降)
マメ
幽霊犬。飼い主を慕い成仏出来ずにいたが、澪に救われ、懐く。

## 既刊一覧

### 小説
- 竹村優希（著）・カズアキ（イラスト）『丸の内で就職したら、幽霊物件担当でした。』KADOKAWA〈角川文庫〉、既刊16巻（2024年11月現在）
  1. 2017年10月25日発売[3]、ISBN 978-4-04-106233-3
  2. 2018年4月25日発売[7]、ISBN 978-4-04-106753-6
  3. 2018年10月24日発売[8]、ISBN 978-4-04-107407-7
  4. 2019年4月24日発売[9]、ISBN 978-4-04-108051-1
  5. 2019年8月23日発売[10]、ISBN 978-4-04-108052-8
  6. 2019年12月24日発売[11]、ISBN 978-4-04-108982-8
  7. 2020年5月22日発売[12]、ISBN 978-4-04-109407-5
  8. 2020年10月23日発売[13]、ISBN 978-4-04-109416-7
  9. 2021年3月24日発売[14]、ISBN 978-4-04-111160-4
  10. 2021年8月24日発売[15]、ISBN 978-4-04-111313-4
  11. 2022年1月21日発売[16]、ISBN 978-4-04-111314-1
  12. 2022年7月21日発売[17]、ISBN 978-4-04-112562-5
  13. 2023年1月24日発売[18]、ISBN 978-4-04-113270-8
  14. 2023年7月21日発売[19]、ISBN 978-4-04-113800-7
  15. 2024年1月23日発売[20]、ISBN 978-4-04-114409-1
  16. 2024年7月25日発売[21]、ISBN 978-4-04-115109-9

### 漫画
- 竹村優希（原作）・佐茂すけ（漫画）・カズアキ（キャラクター原案）『丸の内で就職したら、幽霊物件担当でした。』KADOKAWA〈角川コミックス・エース〉、全3巻
  1. 2021年6月4日発売[22][23]、ISBN 978-4-04-111362-2
  2. 2021年12月3日発売[24]、ISBN 978-4-04-111920-4
  3. 2022年6月3日発売[25]、ISBN 978-4-04-112552-6